# كيفن ماكنيل
كيفن ماكنيل (بالإنجليزية: Kevin MacNeil)‏ (1972 في المملكة المتحدة)؛ كاتب مسرحي، شاعر وروائي اسكتلندي.